# Marines (Camp de Túria)
Marines és un municipi del País Valencià a la comarca del Camp de Túria. Tradicionalment degut al seu tradicional emplaçament ha parlat castellà xurro.

## Geografia
El terme municipal s'enclava al bell cor de la Calderona, a la vall d'Olocau, subcomarca muntanyosa del Camp de Túria. En l'actualitat es troba emplaçat al Camp de Llíria, en els antics terrenys de la masia La Maimona. El terme municipal té una superfície total aproximadament 35,72 km². El seu territori municipal ocupa un ampli sector del vessant meridional de la Serra Calderona. És relativament aspre en la seua part septentrional. Destaquen en ell les muntanyes del Gorgo, el Rodeno, el Castell del Real i la Peña Roya, entre d'altres. Del seu drenatge s'encarreguen diverses rambles i barrancs. La rambla anomenada de la Garrofera (antiga masia) i la Rambla de Los Calorzos, drenen la part oest del terme. La primera desemboca en la segona, la qual prové del terme d'Altura (allà anomenada Rambla Escarihuela) i continua pel terme de Llíria, on s'anomena Rambla Primera, i acaba desembocant en el riu Túria. La part central i est del terme està drenada per molts torrents (Barranc de l'Olla, Barranc Tello, Barranc de Branca) que confluïxen finalment en el barranc de Carraixet, la capçalera del qual ocupa el cor del terme. És el més important del terme de Marines, i recorre 52,5 km fins a desembocar a la mar.
Les temperatures mitjanes oscil·len entre els 8,5 °C de gener i els 25,5 °C de juliol i agost. La vegetació dominant és el pi, amb àrees en què predomina la surera que servien als mariners d'antany per obtenir suro.
Des del sud (València), s'accedix a Marines per la CV-35 i prenent després la CV-25. Des del nord, es pot agafar l'eixida 31 de l'autovia Mudèjar, travessar el municipi d'Altura i continuar per la CV-25 passant per Gàtova.

### Nuclis
Al terme municipal de Marines també es troba el nucli de població de Marines Vell.
La Torre Olla es troba en un despoblat del mateix nom, a la serra Calderona, en una zona pertanyent al municipi de Marines, de la comarca del Camp del Túria. Es troba a uns 5 quilòmetres al nord del barranc de Carraixet, prop de l'anomenat "Marines Vell" (actualment poblat per una trentena de persones després del seu despoblament arran de l'allau de pedres que va patir el 1957 i que va donar pas a la creació del Marines nou). L'anomenat poblat d'Olla, del qual la torre forma part, va ser una antiga alqueria islàmica de la qual encara queden restes del que va ser un sistema de reg. Com a conseqüència de l'expulsió dels moriscos, este llogaret va perdre població fins que es va abandonar definitivament en el segle xix. De totes les seues construccions destaca la torre, que a més de protegir el poblat servia de connexió amb el castell del Real; el qual juntament amb els castells de Xelva i Morvedre, defensaven el nord de la zona de València dels possibles atacs dels cristians d'Aragó. Actualment tot el poblat està en un estat ruïnós malgrat que està declarat Bé d'interès cultural, amb anotació ministerial número: RI-51-0010667, i data d'anotació 18 de juliol de 2001.4

### Localitats limítrofes
El terme municipal de Marines limita amb les següents localitats: Altura a l'Alt Palància i Llíria, Olocau i Gàtova, totes elles del Camp de Túria

## Història
El topònim deriva del llatí Marna «terra calcària i argilosa»; els àrabs la convertiren en Marinas i així apareix en el Llibre del Repartiment de 1238.
Malgrat que l'actual terme municipal de Marines ha sigut molt poc estudiat des del punt de vista arqueològic, s'han trobat vestigis de poblament a la muntanya del Castell del Real que van des de l'Edat del Coure (els més antics que es coneixen en el terme), continuant en l'Edat del Bronze i època Ibera. També existixen restes d'un poblat en altura de l'Edat del Bronze en el Puntal del Musgany. És bastant factible que existisquen més restes de poblaments d'este tipus en altres parts del terme. A més, també s'han trobat restes d'ocupació posterior, ja d'època romana, concretament del que serien diverses viles, en la part més plana del terme (La Maimona, l’Hospitalet i la zona de La Llobatera).

El nucli de població de Marines es creu que va sorgir en època musulmana.. Al terme també hi ha el petit despoblat àrab d'Olla, que té el seu origen al segle xi. Va estar habitat fins a la primera meitat del segle xx.

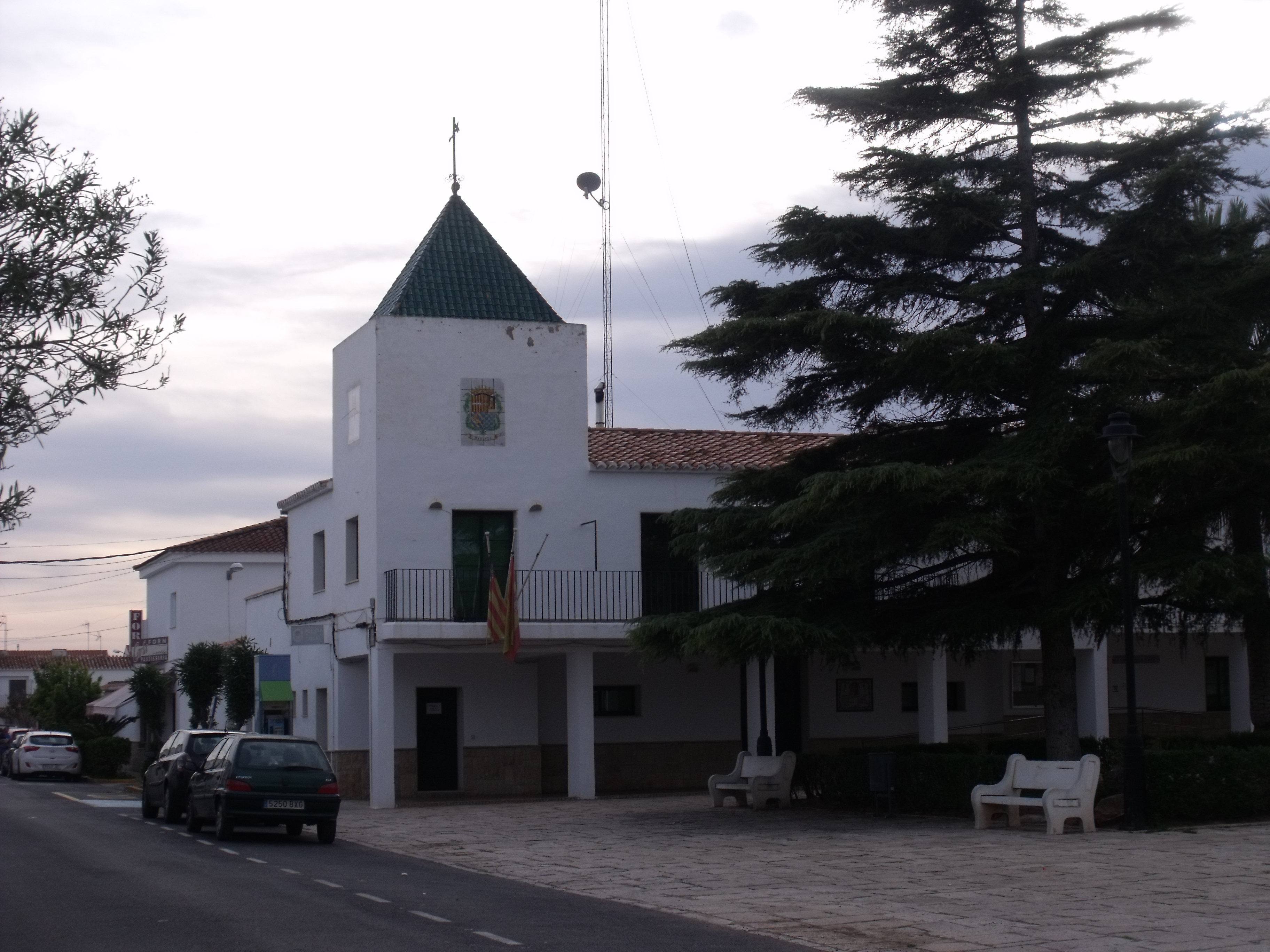
Ajuntament de Marines Nou

Després de l'ocupació cristiana fou lliurada a Pere Sánchez de Maraynón i va formar part de la baronia d'Olocau fins al 1359, en què Pere IV (1319-1387) confisca la baronia a Guillén Sánchez de Maraynón i Castellví i la dona a l'almirall Mateu Mercer, qui va ser empresonat i mort pels castellans durant la guerra dels Dos Peres, moment en què la vila és heretada per sa filla Joana de Mercer i Sentlier. Ella l'aporta com a dot al seu matrimoni amb Antoni de Vilaragut i Visconti en la família del qual roman fins a 1811, en què, sent senyor de la baronia Joan Sanz de Vilaragut, tingué lloc l'abolició dels senyorius. El 1535 es va separar d'Olocau per a erigir-se en rectoria de moriscs fins al 1609 i posteriorment en parròquia.
En els segles següents Marines va destacar per la seva oposició al sistema feudal. Així, en la guerra de successió (1702-1714) van haver a Marines partides de maulets antiborbònics.
Ja en el segle xx, les inundacions del Túria de 1957 causaren despreniments d'enormes roques que destruïren nombroses cases i que obligaren a traslladar-se des del seu històric emplaçament fins a l'actual en el pla, entre Olocau i Llíria. El nou poble de Marines –on també es van traslladar veïns de Domenyo–, va anar creixent poc a poc fins a pràcticament 2000 habitants en 2023 (dels quals vora a 1500 viuen al nucli principal i la resta es reparteixen entre Marines Vell i urbanitzacions). Amb el pas del temps, els veïns han anat restaurant les cases del poble vell i, especialment en estiu, es troba prou concorregut.

## Demografia
| 1990  | 1992  | 1994  | 1996  | 1998  | 2000  | 2002  | 2004  | 2005  | 2006  |
| ----- | ----- | ----- | ----- | ----- | ----- | ----- | ----- | ----- | ----- |
| 1.203 | 1.199 | 1.253 | 1.305 | 1.341 | 1.406 | 1.437 | 1.464 | 1.498 | 1.566 |

## Política i Govern

### Composició de la Corporació Municipal
El Ple de l'ajuntament està format per 9 regidors. En les eleccions municipals de 26 de maig de 2019 foren elegits 5 regidors del Partit Socialista del País Valencià (PSPV-PSOE), 3 del Partit Popular (PP) i 1 de Compromís per Marines (Compromís).
| Eleccions municipals de 26 de maig de 2019 - Marines                                                                                      |                                          |                                     |                                     |        |          |          |
| Candidatura | Candidatura                              | Candidatura                         | Cap de llista                       | Vots   | Vots     | Regidors |
| | Partit Socialista del País Valencià-PSOE |                                     | Lola Celda Lluesma                  | 501    | 48,03%   | 5 (+1)   |
| | Partit Popular                           |                                     | Antonio García Cervera              | 344    | 33,98%   | 3 ()     |
| | Compromís per Marines                    |                                     | Juan Romero Durbán                  | 184    | 17,64%   | 1 (-1)   |
| | Vots en blanc                            |                                     |                                     | 14     | 1,34%    |          |
| Total vots vàlids i regidors | Total vots vàlids i regidors             | Total vots vàlids i regidors        | Total vots vàlids i regidors        | 1.043  | 100 %    | 9        |
| | Vots nuls                                | Vots nuls                           | Vots nuls                           | 35     | 3,25%    |          |
| Participació (vots vàlids més nuls) | Participació (vots vàlids més nuls)      | Participació (vots vàlids més nuls) | Participació (vots vàlids més nuls) | 1.078  | 72,40%** |          |
| Abstenció | Abstenció                                | Abstenció                           | Abstenció                           | 411*   | 27,60%** |          |
| Total cens electoral | Total cens electoral                     | Total cens electoral                | Total cens electoral                | 1.489* | 100 %**  |          |
| Alcaldessa: Lola Celda Lluesma (PSPV) (15/06/2019) Per majoria absoluta dels vots dels regidors (5 vots de PSPV)                          |                                          |                                     |                                     |        |          |          |
| Fonts: JEC, JEZ Llíria, Ministeri de l'Interior, Periòdic Ara. (* No són vots sinó electors. ** Percentatge respecte del cens electoral.) |                                          |                                     |                                     |        |          |          |

### Alcaldes
Des de 2003 l'alcaldessa de Marines és Mª Dolores Celda Lluesma (PSPV), qui ja va ser-lo entre 1998 i 1999.
| Període                       | Alcalde o alcaldessa                                    | Partit polític | Data de possessió     | Observacions        |
| ----------------------------- | ------------------------------------------------------- | -------------- | --------------------- | ------------------- |
| 1979–1983                     | Rafael del Toro Escrich                                 | AEIM           | 19/04/1979            | --                  |
| 1983–1987                     | Federico Navarro Herrero                                | PSPV-PSOE      | 28/05/1983            | --                  |
| 1987–1991                     | Federico Navarro Herrero                                | PSPV-PSOE      | 30/06/1987            | --                  |
| 1991–1995                     | Fernando Guardiola Mocholí                              | PSPV-PSOE      | 15/06/1991            | --                  |
| 1995–1999                     | Manuel Vicente Sánchez Sánchez Mª Dolores Celda Lluesma | PP PSPV-PSOE   | 17/06/1995 15/01/1998 | Moció de censura -- |
| 1999–2003                     | Manuel Vicente Sánchez Sánchez                          | PP             | 03/07/1999            | --                  |
| 2003–2007                     | Lola Celda Lluesma                                      | PSPV-PSOE      | 14/06/2003            | --                  |
| 2007–2011                     | Lola Celda Lluesma                                      | PSPV-PSOE      | 16/06/2007            | --                  |
| 2011–2015                     | Lola Celda Lluesma                                      | PSPV-PSOE      | 11/06/2011            | --                  |
| 2015–2019                     | Lola Celda Lluesma                                      | PSPV-PSOE      | 13/06/2015            | --                  |
| 2019-2023                     | Lola Celda Lluesma                                      | PSPV-PSOE      | 15/06/2019            | --                  |
| Des de 2023                   | n/d                                                     | n/d            | 17/06/2023            | --                  |
| Fonts: Generalitat Valenciana |                                                         |                |                       |                     |

## Economia
La seua economia es basa tradicionalment en l'agricultura de secà i la ramaderia, en l'actualitat està molt més diversificada, sent un centre de turisme d'interior. Així, en 1956 el 91% de la població activa es dedicava al sector primari, fonamentalment a l'agricultura, mentre que en l'actualitat només un 5% es dedica al camp. A principis del segle xxi la majoria de la població activa es dedica al sector terciari (un 54% de la població activa). La indústria dona faena a un 24% i la construcció a un 16%.
A causa de la ubicació de Marines (prop de nuclis més importants com ara Llíria o fins i tot València), una gran quantitat de la població activa treballa fora de la localitat.

## Monuments
- Castell del Real de Vilaragut. Els seus orígens daten del segle xi.
- Poblat d'Olla. D'origen morisc.[8]
- Església del Crist del Perdó de Marines Vell.

## Festes locals
- Sant Antoni Abat. Se celebra el 17 de gener amb la tradicional foguera i la benedicció dels animals.
- Festes Patronals. En honor del Crist de les Mercés tenen lloc entre el 5 i l'11 d'agost. Se celebren també els santorals de Sant Rafael, les Filles de Maria, la Creu, el Crist de les Mercés i Sant Roc.